# Дунганское ханство
Дунга́нское ханство — государство в Восточном Туркестане, созданное после свержения Цинского правительства в ходе восстания 1864 года (дунган, уйгуров, киргизов, казахов и других). Столица — город Урумчи.
В состав Дунганского ханства, помимо городов Манас, Гучен и других, входили также земли Северного Тянь-Шаня, населённые в основном дунганами. Государством правил Лотай-хан (Даут-Хельпэ). Городами управляли яншаи. В Дунганском ханстве не было регулярного войска. Каждый город располагал собственным ополчением. Исследователи также называют Дунганское ханство союзом дунганских городов, так как они имели широкие права по самоуправлению.
Дунганское ханство было самым сильным политическим объединением Синьцзяна и вплоть до 1867 года значительно расширило свои границы. В результате нестабильной политической обстановки в Кашгарии (южная часть Синьцзяна) в 1864—1866 годах под власть Дунганское ханство вошли города Южного Тянь-Шаня от Турфана и Токсуна (основное население — уйгуры) до Карашара на западе. В 1866 году дунгане вытеснили представителей Цинского государства из Тарбагатайского края (в этих походах казахи приняли активное участие) и правили там чуть более года. В том же году Дунганское ханство захватило город Хами, расположенный на востоке края. Дунганское ханство отправило несколько отрядов в соседний Илийский край для оказания помощи дунганам, которые боролись за власть с местными уйгурами-таранчи. Позднее таранчи усилились и создали Таранчинский султанат (1867—1871).
Кардинально изменившаяся к 1867 году общая политическая ситуация негативно сказалась на Дунганское ханство. Империя Цин, которая стремилась вновь установить свою власть в Синьцзяне и приграничных с ним провинциях Шэньси, Ганьсу, осуществляла контроль в северо-западных районах Синьцзяна. В 1867 году было подавлено восстание в провинции Шэньси.
С другой стороны на Дунганское ханство оказывал влияние Якупбек, захвативший в 1867 году власть во всей Кашгарии (за исключением земель Дунганское ханство) и создавший государство Йеттишар (Семиградье, по числу крупных городов). В 1868 году Дунганское ханство напало на владения Якупбека. В ходе разгоревшейся между ними войны Дунганское ханство в 1869 году лишилось своих владений на юге Тянь-Шаня. Якупбек, захвативший летом 1870 году Турфанский оазис, вскоре напал на Урумчи. В конце этого года Дунганское ханство перестало существовать как независимое государство.
Летом 1871 года Российская империя захватила Таранчинский султанат. В этот период правители дунган, городов Северного Тянь-Шаня попытались перейти под протекторат России. Однако попытка оказалась безрезультатной.
В конце 1873 года Цинское правительство подавило восстание в провинции Ганьсу. Восставшие дунгане под давлением карательных отрядов Китая в 1874 году отступили в Северный Тянь-Шань. Карательные отряды Цинского правительства в июле 1876 года захватили Гучен и Фукан, в августе — Гумади и Урумчи. 28 октября им подчинился г. Манас. Дунганское ханство окончательно прекратило своё существование после подчинения Цинскому правительству всего Синьцзяна (кроме Илийского края).